# 马埠镇
马埠镇，是中华人民共和国江西省吉安市峡江县下辖的一个乡镇级行政单位。

## 行政区划
马埠镇下辖以下地区：
马埠村、固山村、上盖村、凰洲村、芦溪村、朱家村、曾安村和夏塘村。